# Henning Nase
Henning Nase (* 1941), Deckname Dorn, ist ein deutscher Soziologe, ehemaliger Ministerialbeamter  und Inoffizieller Mitarbeiter des Ministeriums für Staatssicherheit (MfS).

## Leben
Nase war von 1972 bis 1989 Beamter im Bundesministerium für Arbeit und Soziales. Dort war er von 1978 bis 1982 persönlicher Referent der parlamentarischen Staatssekretäre Hermann Buschfort und Rudolf Dreßler. Anschließend war er von 1982 bis 1989 in der Abteilung Internationales des Ministeriums tätig. Ab 1989 war er bei der Kommission der Europäischen Gemeinschaft und wurde anschließend 1992 Leiter des Verbindungsbüros des Landes Brandenburg zur Europäischen Union. Zuletzt war er Referatsleiter im Justiz- und Europaministerium von Brandenburg und hatte zuletzt das Amt eines Ministerialrates inne.
Von 1969 bis 1989 war Nase als Objektquelle Dorn unter der Registriernummer XV/281/70 für die Hauptverwaltung A (HVA), Abteilung II, Referat 4, des MfS erfasst. Er wurde 1969 angeworben, als er als Student der Soziologie mit einer Gruppe der Außerparlamentarischen Opposition (APO) auf Einladung der staatlichen DDR-Jugendorganisation Freien Deutschen Jugend (FDJ) „zur ideologischen Schulung“ in der DDR war. Er lieferte unter anderem Protokolle aus dem Deutschen Bundestag, indem es um die Beschaffung von Flugabwehrraketen und Kampfflugzeugen ging. Sein Verratsmaterial umfasste auch Kabinettsprotokolle der Bundesregierung, Dossiers über deutschlandpolitische Strategien von Helmut Kohl und Wolfgang Schäuble (Deutschlandpolitische Koordinierungsgruppe) und Dokumente des Senats von Berlin. Für seine Tätigkeit als Kundschafter des Friedens wurde er mit der Verdienstmedaille der DDR ausgezeichnet. Er handelte nicht aus materiellen, sondern ideologischen Motiven. Das Bundesamt für Verfassungsschutz vermutete, er habe einen gefälschten Ausweis auf Henning Schneider besessen. 
Von 1975 bis 1990 war Nase Vorsitzender der SPD Königswinter. Er war stellvertretender Vorsitzender des SPD-Kreisverbandes und Mitglied im Kreistag des Rhein-Sieg-Kreises. Unter den kommunalen Mandatsträgern zählt Nase laut Georg Herbstritt zu den bekanntesten inoffiziellen Mitarbeitern, wobei seine kommunalpolitische Tätigkeit für die geheimdienstliche Arbeit wohl keine Rolle spielte. In den 1990er Jahren wechselte er von der SPD zur Partei des Demokratischen Sozialismus (PDS) und wurde für deren Abgeordnete im Europäischen Parlament in Brüssel tätig.
1994 wurde Nase verhaftet, weil es einen ersten Verdacht gab, er sei DDR-Spion gewesen. Er kam jedoch gegen eine Zahlung von 150.000 Deutsche Mark (DM) als Kaution frei. Er behauptete, sich mit einem ostdeutschen Fachhochschuldozenten getroffen zu haben und, dass er nicht wusste, dass jener tatsächlich Mitarbeiter des MfS war. 1998 kam es zu einem ersten Prozess wegen geheimdienstlicher Agententätigkeit, der gegen Zahlung einer Geldauflage von 200.000 DM eingestellt wurde. Ein Disziplinarverfahren seines Dienstherrn, des Landes Brandenburg, gegen ihn wurde eingestellt.
Ende Februar 2000 wurden Nase die Führung seiner Dienstgeschäfte untersagt, denn ab 23. Februar 2000 ermittelte der Generalbundesanwalt beim Bundesgerichtshof, nachdem die SIRA-Datenbank Verdacht auf ihn lenkte. Ende April Mai 2000 wurde er in Untersuchungshaft genommen. Am 9. Januar 2000 begann die Hauptverhandlung vor dem 4. Strafsenat des Oberlandesgerichtes Düsseldorf. Dies war kein Verstoß gegen den Grundsatz Ne bis in idem, weil er anders als 1998 wegen Landesverrates angeklagt wurde. Am 19. Juni 2001 verurteilte ihn der Senat nach 27 Verhandlungstagen wegen Landesverrates zu 26 Monaten Freiheitsstrafe. Beim verhältnismäßig geringen Strafmaß wurde der Verlust der 200.000 DM mildernd berücksichtigt wie auch, dass durch die historische Entwicklung, im Bezug auf seinen Vorrat von Militärgeheimnissen, kein tatsächlicher Schaden entstanden sei. Eine Revision wurde nicht beantragt. Der Haftbefehl wurde nach dem Urteil aufgehoben. Nase kam einer Entlassung aus dem Beamtenverhältnis durch das Urteil zuvor, indem er diese selbst beantragte. Damit verlor er seine beamtenrechtlichen Ansprüche auf Ruhegehalt.
Nase ist zum zweiten Mal verheiratet und hat mit seiner zweiten Ehefrau ein Kind.

## Schriften
- Henning Nase: Deutschland wählt: Analysen und Prognosen zur Bundestagswahl 2013. Berliner Wissenschaftsverlag, Berlin 2013, ISBN 978-3-8305-3166-1.